# Роберт Дадли
Роберт Дадли, 1. гроф од Лестера (енгл. Robert Dudley, 1st Earl of Leicester; 24. јун 1532 — 4. септембар 1588) је био енглески племић и миљеник и близак пријатељ краљице Елизабете I од њеног ступања на престо до његове смрти. Дадли је дуго година био просац краљице Елизабете, пошто му је онда давала разлога да се нада.
Отац му је био Џон Дадли, 1. војвода од Нортамберленда, који је служио као регент младом Едварду VI. Дадлијева младост је протекла у сенци пада његове породице 1553. када је његов отац, војвода од Нортамберленда, безуспешно покушавао да доведе своју снаху, леди Џејн Греј на енглески престо. Због тога га је краљица Мери Тјудор погубила, и у Лондон тауер затворила Елизабету, Роберта и Робертовог брата и Џејниног супруга Гилфорда Дадлија. Роберт Дадли је осуђен на смрт, али је пуштен у 1554. и учествовао у бици код Сен Квентена (1557) под заповедништвом Меријиног супруга, шпанског краља Филипа II. При ступању на престо Елизабете I у новембру 1558. Дадли је постављен за Заповедника коњице. У октобру 1562. је постао члан Државног већа, а 1587. је именован за лорда чувара краљевског дома. Дадли је 1564. постао гроф од Лестера и од 1563. један од највећих земљопоседника у северном Велсу и енглеском Западном Мидлендсу захваљујући краљевским одобрења.
Роберт Дадли је био један од Елизабетиних водећих државника, укључен и у домаћу и међународну политику заједно са Вилијамом Сесилом и Франсисом Волсингемом. Након што је сама одбила његову просидбу, Елизабета је Дадлија предложила својој рођаци, шкотској краљици Мери Стјуарт. Тим браком са протестантом Дадлијем желела је неутралисати католикињу Мери. Иако до брака са Мери није дошло, Дадли ју је релативно дуго подржавао, све до половине 1580их када је чврсто захтевао њено погубљење. Као покровитељ пуританског покрета је подржавао неконформистичке проповеднике, али је покушао да посредује између њих и бискупа Цркве Енглеске. Дадли је такође био предводник протестантског покрета у Европи. Предовио је енглеску војску послату у помоћ Низоземској револуцији 1585-1587. Његово прихватање дужности генералног гувернера Уједињених провинција је разбеснело краљицу Елизабету. Експедиција је била војни и политички неуспех и финансијски је упропастила Дадлија. Дадли је био ангажован у многим великим пословним подухватима и био је главни покровитељ Френсиса Дрејка и других истраживача и корсара. Током напада Шпанске армаде, Дадли је био врховни заповедник енглеских копнених снага. У овој својству је позвао краљицу Елизабету да посети своје трупе у Тилберију. То је био последњи од многих догађаја које је организовао током година, а најспектакуларнији је био фестивал у свом замку Кенилворт 1575. године поводом краљичине тронедељне посете. Дадли је био главни покровитељ уметности, књижевности и елизабетанског позоришта.
Приватни живот Роберта Дадлија је испреплетан са његовом дворском каријером. Када је његова прва супруга, Ејми Робсарт, пала низ степенице и умрла у 1560, он је био слободан да се ожени краљицом. Међутим, скандал који је уследио му је веома умањио шансе у том погледу. Раширене гласине да је одговоран за смрт своје супруге су га пратиле током живота, упркос пресуди суда да је то био несрећан случај. Наредних 18 година се није поново венчао ради краљице Елизабете, а када је најзад то учинио, његова нова супруга, Летиција Нолис, је трајно протерана са двора. Ово и смрт јединог легитимног сина и наследника су били тешки ударци за њега. Убрзо после смрти детета у 1584, клевета позната као Лестеров комонвелт је кружила Енглеском. Она је поставила темељ за књижевну и историографску традицију која је често приказивала Дадлија као макијавелистичког „главног дворанина" и као јадну личност око Елизабете I. Недавна истраживање су довела до преиспитивања његовог места у елизабетанској држави и друштва.